# Lantaarndragers (vissen)
De lantaarndragers (Neoscopelidae) vormen een kleine familie diepzeevissen, die nauw verwant zijn aan de lantaarnvissen. Zij komen wereldwijd voor in tropische en subtropische zeeën.

## Kenmerken
De lantaarndragers onderscheiden zich slechts op een paar punten van de lantaarnvissen, zoals de positie van de aarsvin, die zich ver achter de rugvin bevindt.
Sommige soorten stellen het ook zonder de lichtgevende organen van de lantaarnvissen. Lantaarndragers worden gewoonlijk tussen de 20 en 30 centimeter groot.

## Leefwijze
's Nachts zijn deze vissen te vinden aan de oppervlakte, dicht onder de kust, maar ze dalen niet af in de diepzee, zoals de meeste lichtgevende vissen.

## Geslachten
- Neoscopelus J. Y. Johnson, 1863
- Scopelengys Alcock, 1890
- Solivomer R. R. Miller, 1947